# Lake City (Kolorado)
Lake City – miasto w Stanach Zjednoczonych, w stanie Kolorado, siedziba administracyjna hrabstwa Hinsdale.